# Alboglossiphonia bhamoensis
Alboglossiphonia bhamoensis (лат.) — вид плоских пиявок.

## Название
Видовой эпитет bhamoensis получила по типовому местообитанию — окрестностям города Банмо (англ. Bhamo, бирм. ဗန်းမော်မြို့ ).

## Описание
Пиявки небольшого размера, общая длина тела исследованных экземпляров достигает 3,5 мм. Тело листообразное, уплощённое в спинно-брюшном направлении, вытянутое, ланцетовидное. Сосочки отсутствуют.
Окраска желтоватая, вдоль спинной стороны тела тянется чуть более светлая полоса. По бокам от этой полосы на границах между сегментами заметны поперечные коричневые линии и рассеянный коричневатый рисунок из отдельных пигментных гранул. Брюшная сторона более однородная, бледно-жёлтая, с белой продольной полосой посередине.
На переднем конце тела имеется три пары глаз, глаза передней пары слиты в единое пятно, иногда отсутствуют. Между глазами как второй, так и третьей пары расстояние больше, однако с каждой стороны глаз второй пары сливается с глазом третьей пары. Таким образом, различимо три глазных пятна.
Тело сегментированное. Сегменты I—IV соединены, образуя головной конец. Сегменты V—XXIV полные, состоят из 3 колец, в то время как сегменты XXV—XXVII состоят из 1 кольца каждый. Суммарное количество колец равно 70.
Гермафродиты. Мужские и женские половые пути открываются общей гонопорой в бороздке между 1 и 2 кольцами сегмента XII.
Анатомическое строение на настоящий момент не изучено, поскольку описание выполнено по 2 экземпляром, один из которых выбран в качестве голотипа, а второй (паратип) использован для  выделения ДНК. 

## Образ жизни
Пресноводный вид. Обнаружена в мантийной полости у двустворчатого моллюска Lamellidens savadiensis. Предполагается, что этот вид образует факультативные ассоциации с двустоворчатыми моллюсками подобно некоторым другим видам плоских пиявок (рода Batracobdelloides, Helobdella, Hemiclepsis, Placobdella), а также одному из видов рыбьих пиявок, Alexandrobdella makhrovi. Примечательно, что остальные виды рода Alboglossiphonia до этого обнаруживались только в мантийных полостях брюхоногих моллюсков либо только в свободноживущем состоянии.

## Распространение
Обнаружена на территории Мьянмы к северу от города Банмо, в рыбном пруду в бассейне реки Иравади. За пределами типовой локации неизвестна.

## Таксономия
Согласно данным молекулярной филогенетики, занимает в пределах рода Alboglossiphonia достаточно базальное положение (более базальною является только Alboglossiphonia quadrata).